# 奥古斯特·普丰德
奥古斯特·赫尔曼·普丰德（August Herman Pfund，1879年12月28日—1949年1月4日），美国物理学家、光谱学家。1879年出生于美国威斯康辛州的麦迪逊（Madison），1924年发现了氢原子光谱的普丰德系。“普丰德”也被用来命名一个质量单位，1普丰德=500克。

## 参阅
- 里德伯公式
- 玻尔模型